# Gris (videojuego)
Gris es un videojuego de aventura y plataformas desarrollado por el estudio independiente español Nomada Studio y publicado por Devolver Digital para Nintendo Switch, macOS, Microsoft Windows, Xbox One y  PlayStation 4 . El videojuego fue lanzado el 13 de diciembre de 2018.

## Argumento
La historia del videojuego gira en torno a una joven llamada Gris, que se despierta en la palma de una estatua desmoronada de una mujer. Intenta cantar, pero rápidamente se ahoga y las manos de la estatua se desmoronan, dejándola caer a la tierra incolora que se encontraba debajo. Después de aterrizar, continúa caminando hacia adelante y descubre una serie de estructuras extrañas que parecen estar alimentadas por misteriosos puntos de luz que se asemejan a estrellas. La joven puede recoger estas luces para obtener nuevas habilidades, como convertirse en un bloque de piedra, y crear nuevos caminos hechos de constelaciones. 
Después de llegar a una torre central, la chica puede viajar a cuatro nuevos lugares para recoger luces y restaurar el color a su mundo por medio de estatuas que se asemejan a la rota en el comienzo de la historia. Estas áreas incluyen un desierto lleno de molinos de viento, un exuberante bosque, cavernas submarinas y un mundo con edificios hechos de luz. En el camino se encuentra con varios seres vivos, algunos de los cuales la ayudan en su viaje, así como criaturas sombrías en forma de pájaros que se manifiestan como monstruos más grandes que amenazan con consumirla. El poder final que obtiene la chica es la capacidad de cantar nuevamente, lo que da vida a varias plantas y animales mecánicos. 
La joven finalmente recoge suficientes estrellas para formar un camino de constelación hacia los cielos, pero el camino final es bloqueado por la criatura, que se transforma en una forma monstruosa de sí misma y se la traga. Se despierta en un océano de lodo negro tóxico y nada hacia la superficie. Mientras sube una torre que se eleva del océano, la criatura intenta tirar de ella hacia atrás. Sin embargo, la protagonista comienza a cantar y la estatua comienza a reformarse a través del poder de su voz. Justo antes de que el aceite negro la consuma por completo, la estatua cobra vida y comienza a cantar también, desterrando a la criatura y al mar de la desesperación. La chica y la estatua se abrazan entre lágrimas y ella sube por el camino final de la constelación mientras se muestra que el mundo se ha restaurado en color y luz. 

## Recepción
Gris recibió críticas "generalmente favorables", según el agregador de revisiones Metacritic.
EGMNow escribió que «con un estilo artístico deslumbrante y un admirable compromiso con el diseño minimalista del videojuego, Gris logra convertir un videojuego de plataformas directo, a menudo derivado, en algo que se siente mucho más especial e importante».
GameSpot declaró «Gris entiende intrínsecamente cómo pueden ser los videojuegos mágicos y continuamente empuja tu imaginación hasta que casi te llenas de alegría. Las formas en que se reinventa a medida que ganas poderes y te sumerges cada vez más en este mundo son realmente especiales, y solo como sabe exactamente cuándo retirar la cámara o introducir una nueva canción, es muy consciente de cuándo es el momento de decir adiós. Como un cometa que cruza el cielo, Gris está lleno de maravillas y belleza y te deja con un cálido resplandor en tu corazón».

### Ventas
A abril de 2020, Gris ha vendido 1 000 000 copias en todo el mundo.

### Premios
| Año  | Premio                                                | Categoría                                | Resultado | Ref           |
| ---- | ----------------------------------------------------- | ---------------------------------------- | --------- | ------------- |
| 2019 | New York Game Awards                                  | Off Broadway Award for Best Indie Game   | Nominado  | [ 16 ]        |
| 2019 | 46th Annie Awards                                     | Character Animation in a Video Game      | Ganador   | [ 17 ]        |
| 2019 | D.I.C.E. Awards                                       | Outstanding Achievement in Animation     | Nominado  | [ 18 ]        |
| 2019 | D.I.C.E. Awards                                       | Outstanding Achievement in Art Direction | Nominado  | [ 18 ]        |
| 2019 | National Academy of Video Game Trade Reviewers Awards | Animation, Artistic                      | Nominado  | [ 19 ] [ 20 ] |
| 2019 | National Academy of Video Game Trade Reviewers Awards | Art Direction, Contemporary              | Ganador   | [ 19 ] [ 20 ] |
| 2019 | National Academy of Video Game Trade Reviewers Awards | Original Light Mix Score, New IP         | Nominado  | [ 19 ] [ 20 ] |
| 2019 | SXSW Gaming Awards                                    | Excellence in Art                        | Nominado  | [ 21 ]        |
| 2019 | SXSW Gaming Awards                                    | Excellence in Visual Achievement         | Nominado  | [ 21 ]        |
| 2019 | SXSW Gaming Awards                                    | Excellence in Musical Score              | Nominado  | [ 21 ]        |
| 2019 | SXSW Gaming Awards                                    | Most Promising New Intellectual Property | Nominado  | [ 21 ]        |
| 2019 | Game Developers Choice Awards                         | Best Debut (Nomada Studio)               | Nominado  | [ 22 ] [ 23 ] |
| 2019 | Game Developers Choice Awards                         | Best Visual Art                          | Ganador   | [ 22 ] [ 23 ] |
| 2019 | Premios BAFTA de videojuegos                          | Artistic Achievement                     | Nominado  | [ 24 ]        |
| 2019 | Premios BAFTA de videojuegos                          | Debut Game                               | Nominado  | [ 24 ]        |
| 2019 | Premios BAFTA de videojuegos                          | Music                                    | Nominado  | [ 24 ]        |
| 2019 | Italian Video Game Awards                             | Best Art Direction                       | Nominado  | [ 25 ]        |
| 2019 | Italian Video Game Awards                             | Best Indie Game                          | Ganador   | [ 25 ]        |
| 2019 | Italian Video Game Awards                             | Game Beyond Entertainment                | Nominado  | [ 25 ]        |
| 2019 | 2019 Webby Awards                                     | Best Visual Design                       | Ganador   | [ 26 ]        |
| 2019 | Games for Change Awards                               | Best Gameplay                            | Ganador   | [ 27 ] [ 28 ] |
| 2019 | Premios Gràffica                                      | Premio Gràffica 2019                     | Ganador   | [ 29 ]        |